# Alarodia immaculata
Alarodia immaculata är en fjärilsart som beskrevs av Augustus Radcliffe Grote 1865. Alarodia immaculata ingår i släktet Alarodia och familjen snigelspinnare. Inga underarter finns listade i Catalogue of Life.